# أنيتا لين
أنيتا لين (بالإنجليزية: Anita Lane)‏ هي كاتبة غنائية ومغنية أسترالية، ولدت في 1959 في ملبورن في أستراليا.

## وصلات خارجية
- أنيتا لين على موقع IMDb (الإنجليزية)
- أنيتا لين على موقع ميوزك برينز (الإنجليزية)
- أنيتا لين على موقع أول ميوزيك (الإنجليزية)
- أنيتا لين على موقع ديسكوغز (الإنجليزية)